# La Bigottière
 La Bigottière  es una población y comuna francesa, en la región de Países del Loira, departamento de Mayenne, en el distrito de Laval y cantón de Chailland.

## Demografía
| 461 | 407 | 383 | 342 | 349 | 331 |
| Para los censos de 1962 a 1999 la población legal corresponde a la población sin duplicidades (Fuente: INSEE [Consultar]) |     |     |     |     |     |